# فرامرز میرزائی
فرامرز میرزائی بازیکن سابق پرسپولیس و سایپا و مربی سابق تیم نونهالان، نوجوانان و امید پرسپولیس است. وی در حال حاضر رئیس هیئت فوتبال پاکدشت است.